# جای کورتنی
جای کورتنی (به انگلیسی: Jai Courtney) (زاده ۱۵ مارس ۱۹۸۶) بازیگر استرالیایی است.

## گزیده فیلم‌شناسی
- جک ریچر
- یک روز خوب برای جان‌سخت
- من، فرانکنستاین
- سنت‌شکن
- سنت شکن: شورشی
- نابودگر: پیدایش
- شکست‌ناپذیر
- آب‌شناس
- جوخه انتحار
- اسپارتاکوس
- جوخه انتحار (فیلم ۲۰۲۱)
- دزد صادق
- شوک
- استثنا